# Dipodillus bottai
Dipodillus bottai (Lataste, 1882) è un Roditore della famiglia dei Muridi diffuso nell'Africa nord-orientale.

## Descrizione

### Dimensioni
Roditore di piccole dimensioni, con la lunghezza della testa e del corpo tra 83 e 92 mm, la lunghezza della coda tra 101 e 110 mm, la lunghezza del piede tra 19 e 21 mm, la lunghezza delle orecchie tra 10 e 11 mm e un peso fino a 26 g.

### Aspetto
La pelliccia è relativamente corta. Le parti dorsali sono color bruno sabbia, con dei riflessi nerastri, particolarmente lungo la spina dorsale mentre le parti ventrali, il mento, la gola e le zampe sono bianche. I fianchi sono bruno-arancioni con la base dei peli bianca. È presente una macchia bianca sopra ogni occhio ed alla base posteriore di ogni orecchio. La pianta dei piedi è leggermente ricoperta di peli. La coda è più lunga della testa e del corpo, scura sopra e ricoperta di corti peli bruno-nerastri, più chiara sotto. e con un ciuffo terminale poco definito.

## Biologia

### Comportamento
È una specie terricola.

## Distribuzione e habitat
Questa specie è diffusa nel Sudan sud-orientale in una regione alla confluenza del Nilo bianco e il Nilo azzurro. Delle osservazioni non confermate di questa specie sono state riportate dal Kenya settentrionale
Vive in colture di vegetali e cereali in prossimità della valle del Nilo.

## Conservazione
La IUCN Red List, considerata la mancanza di informazioni recenti sull'estensione del proprio areale, sui requisiti ecologici e sulle eventuali minacce, classifica D.bottai come specie con dati insufficienti (DD).